# 1322 Coppernicus
1322 Coppernicus è un asteroide della fascia principale. Scoperto nel 1934, presenta un'orbita caratterizzata da un semiasse maggiore pari a 2,4230501 UA e da un'eccentricità di 0,2343709, inclinata di 23,34961° rispetto all'eclittica.
Prende il nome dall'astronomo polacco Niccolò Copernico.